# Dylan Ferrandis
Dylan Ferrandis (Avignon, 31 mei 1994) is een Frans motorcrosser.

## Carrière
Ferrandis won het Franse cadettenkampioenschap in 2008. In 2011 werd Ferrandis vicekampioen in het Europees Kampioenschap MX2 met Kawasaki, achter zijn landgenoot Romain Febvre. In het seizoen 2012 begon Ferrandis in het wereldkampioenschap motorcross MX2. Hij stond in zijn debuutseizoen meteen één keer op het podium en werd tiende in de eindstand. In 2013 deed hij iets beter en stond tweemaal op het podium, met een negende plaats in het eindklassement. In 2014 werd Ferrandis ook regelmatiger en behaalde viermaal een podiumplaats en de vierde plaats in de eindstand van het wereldkampioenschap. Later dat jaar won hij samen met Gautier Paulin en Steven Frossard de Motorcross der Naties voor Frankrijk. Ook in 2015 reed Ferrandis voor Kawasaki. Dat jaar won hij zijn eerste Grand Prix uit zijn carrière en stond tweemaal op het podium, tot hij een zware blessure opliep. Ferrandis werd zo pas vijftiende in de eindstand. Vanaf 2017 reed Ferrandis in Amerika in de 250cc-klasse voor Yamaha.

## Palmares
- 2014: Winnaar Motorcross der Naties

| GP overwinningen | GP overwinningen | GP overwinningen | GP overwinningen   |
| No.              | Datum            | Grand Prix       | Plaats             |
| MX2-klasse       | MX2-klasse       | MX2-klasse       | MX2-klasse         |
| ---------------- | ---------------- | ---------------- | ------------------ |
| 1                | 29-03-2015       | Argentinië       | Villa La Angostura |
| 2                | 24-07-2016       | Tsjechië         | Loket              |